# Ancienne église de la Madeleine
Pour les articles homonymes, voir église de la Madeleine (homonymie) et Madeleine.
L'ancienne église de la Madeleine est un ancien lieu de culte catholique de Paris, dans l'actuel 8e arrondissement. Construite pour desservir le faubourg de la Ville l'Évêque, elle est désaffectée en 1790. Elle est démolie en 1801. L'actuelle église de la Madeleine a été construite pour la remplacer.

## Situation
L'église se situait à l'angle de la rue de la Ville-l'Évêque et de la rue de la Madeleine (actuelle rue Boissy-d'Anglas, prolongée après la Révolution par l'actuelle rue Pasquier). Elle se trouvait donc devant l'actuel no 8 boulevard Malesherbes.
Elle était située au nord-ouest du couvent des Bénédictines de la Ville l'Évêque (ou prieuré de Notre-Dame-de-Grâce).

## Histoire
Pour un article plus général, voir Ville l'Évêque.
Au XVIIIe siècle, la rue Saint-Honoré franchissait les remparts de Paris par une porte monumentale située approximativement au niveau de l'actuelle rue de Castiglione. Au-delà de cette porte se développa, à partir du XVIe siècle, un faubourg connu d'abord sous le nom de Culture l'Évêque puis de Ville l'Évêque car il était placé sous la suzeraineté de l'évêque de Paris depuis une concession remontant au roi Dagobert Ier.
Une chapelle, attestée depuis 1238, est construite pour desservir ce faubourg. Elle est restaurée en 1366 par Jean Le Coq, seigneur du château des Porcherons.
En 1491, Charles VIII crée la confrérie de sainte Marie Madeleine, sainte Marthe et saint Lazare. Une nouvelle chapelle dédiée à sainte Madeleine, dont la première pierre est posée par Charles VIII, est alors adjointe en 1492 à l'église existante.
La nomination des curés revenait au chapitre de Saint-Germain-l'Auxerrois.
Le cimetière de la Madeleine était situé à proximité de l'église.
Le bourg se développe et de nombreux hôtels particuliers sont construits. Il est envisagé de reconstruire et d'agrandir l'église dès 1644. Mais la première pierre du nouvel édifice n'est posée que le 7 juillet 1659 par la Grande Mademoiselle et Nicolas Sévin, évêque de Sarlat, qui assumèrent les frais de la construction. Le portail est alors transféré à l'est, du côté de la rue de la Madeleine. Les plans sont dressés par Félix Mestiger, ancien marguillier de la paroisse. En 1698, l'architecte Nicolas de Lespine dresse un devis dans le but d'agrandir à nouveau l'église, mais le projet ne semble pas avoir été réalisé car il est encore question d'un agrandissement en 1706. En 1721, de nouveaux projets sont préparés et un terrain est acheté afin de permettre d'agrandir l'église.
L'année suivante le faubourg est annexé à Paris. De grands travaux d'urbanisme sont menés dans la partie est de l'ancien faubourg. La place de la Concorde est créée et la rue Royale est percée. Dans des lettres patentes du Roi du 21 juin 1757, le roi autorise à construire une nouvelle église « entre l'extrémité du rempart et la rue de Chevilly », dans l'axe de la nouvelle rue Royale. 
Le roi confirme cette décision en 6 février 1763 dans ces termes :
« Louis, à nos amez et féaux conseillers, les gens tenant notre Cour de Parlement et Chambres de nos Comptes à Paris, salut; La protection singulière que nous avons toujours accordée aux établissements destinés pour le culte de la religion et l'utilité de nos sujets, nous a fait prendre en considération les très-humbles remontrances qui nous ont été faites par notre cher et bien aimé le sieur Cathlin, curé de la paroisse de la Madeleine de la Ville l'Évêque, de notre bonne Ville de Paris sur la nécessité de faire reconstruire une nouvelle église, pour la dite paroisse qui est une des plus considérables de cette ville, soit par le nombre, soit par la qualité de ses habitants, celle actuellement existante, et qui n'a pas plus d'étendue qu'une simple chapelle, étant beaucoup trop petite, eu égard au nombre des paroissiens. »
L'ancienne église fut désaffectée en 1790.[source insuffisante] Devenue bien national, on la vendit le 4 pluviôse an V (23 janvier 1797). Elle fut finalement démolie en 1801. La paroisse de la Madeleine est transférée en 1803 dans l'église Notre-Dame-de-l'Assomption, avant d'être définitivement transférée en 1842 dans l'église de la Madeleine actuelle à la fin des travaux de celle-ci.

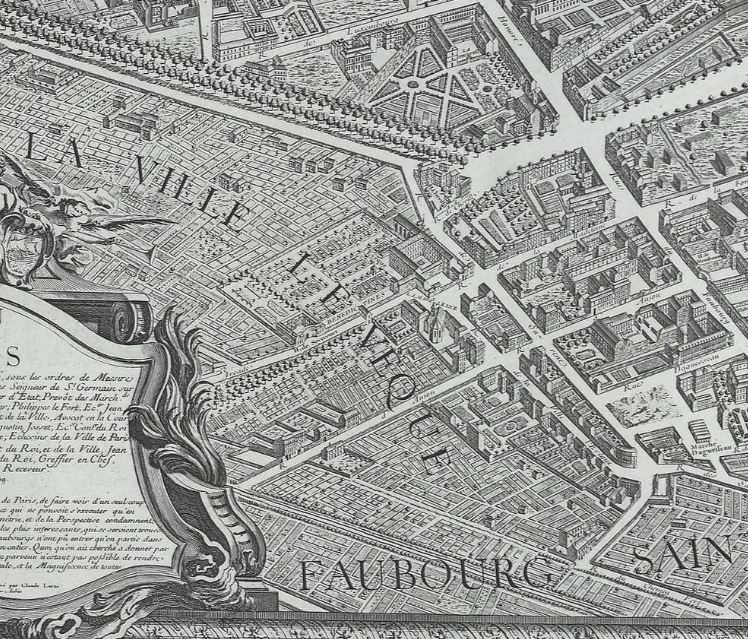
La Ville-l'Évêque sur le plan de Turgot, avec l'église au centre.
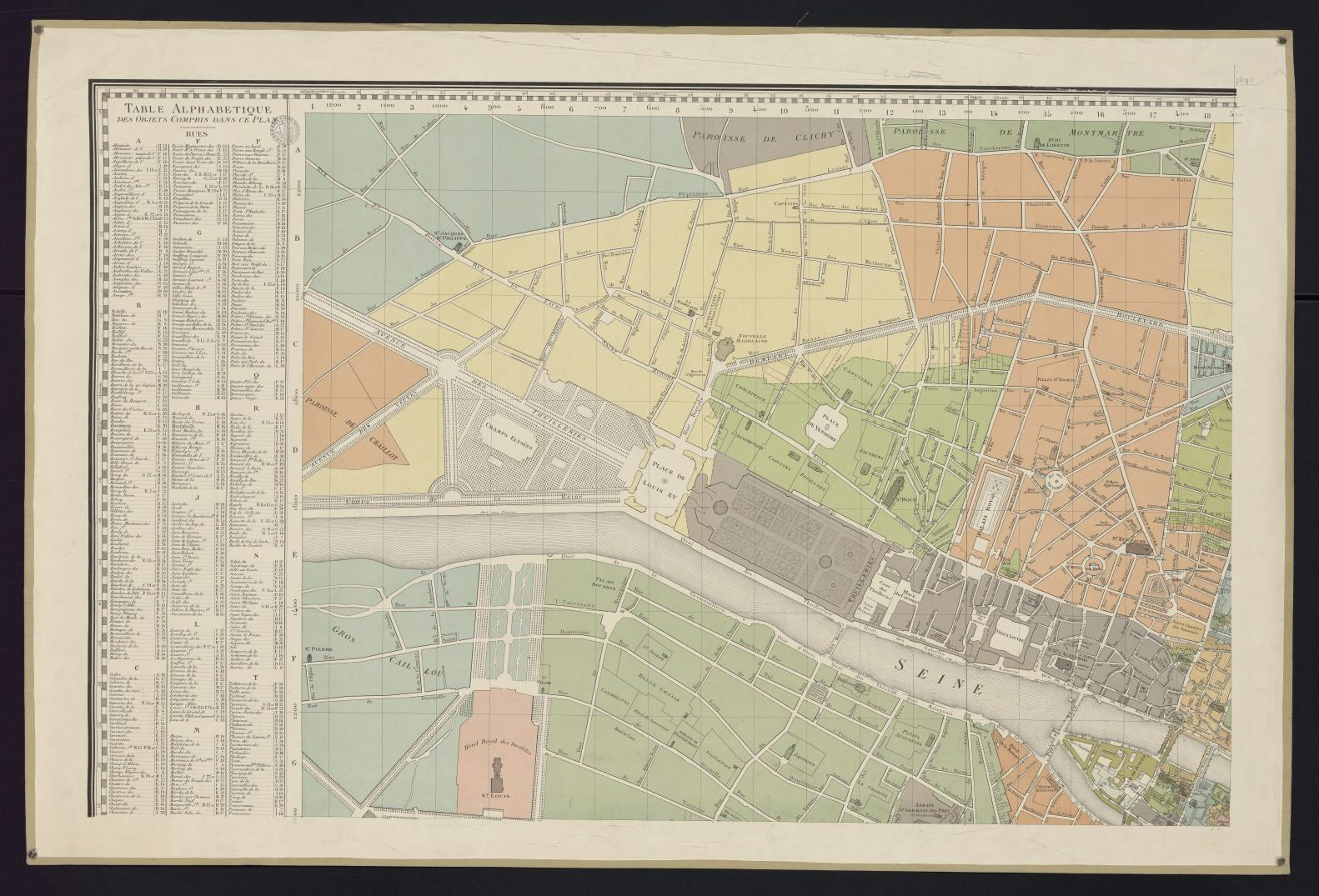
La paroisse de la Madeleine en 1786 sur le plan de Junié.

## Personnalités inhumées dans l'église
- Françoise-Marie de Bourbon (1749)
- Louise d’Épinay (1783)
- Nicolas Beaujon (1786), son corps étant toutefois transféré dans la chapelle Saint-Nicolas-du-Roule, l'année suivante